# وین الینگتون
وین الینگتون (انگلیسی: Wayne Ellington، زاده ۲۹ نوامبر ۱۹۸۷) بازیکن بسکتبال اهل ایالات متحده آمریکا است. وی سابقه بازی در تیم‌هایی همچون مینه‌سوتا تیمبرولوز، ممفیس گریزلیز، کلیولند کاوالیرز، دالاس ماوریکس، لس آنجلس لیکرز و میامی هیت را در کارنامه دارد.